# شراره (پادکار)

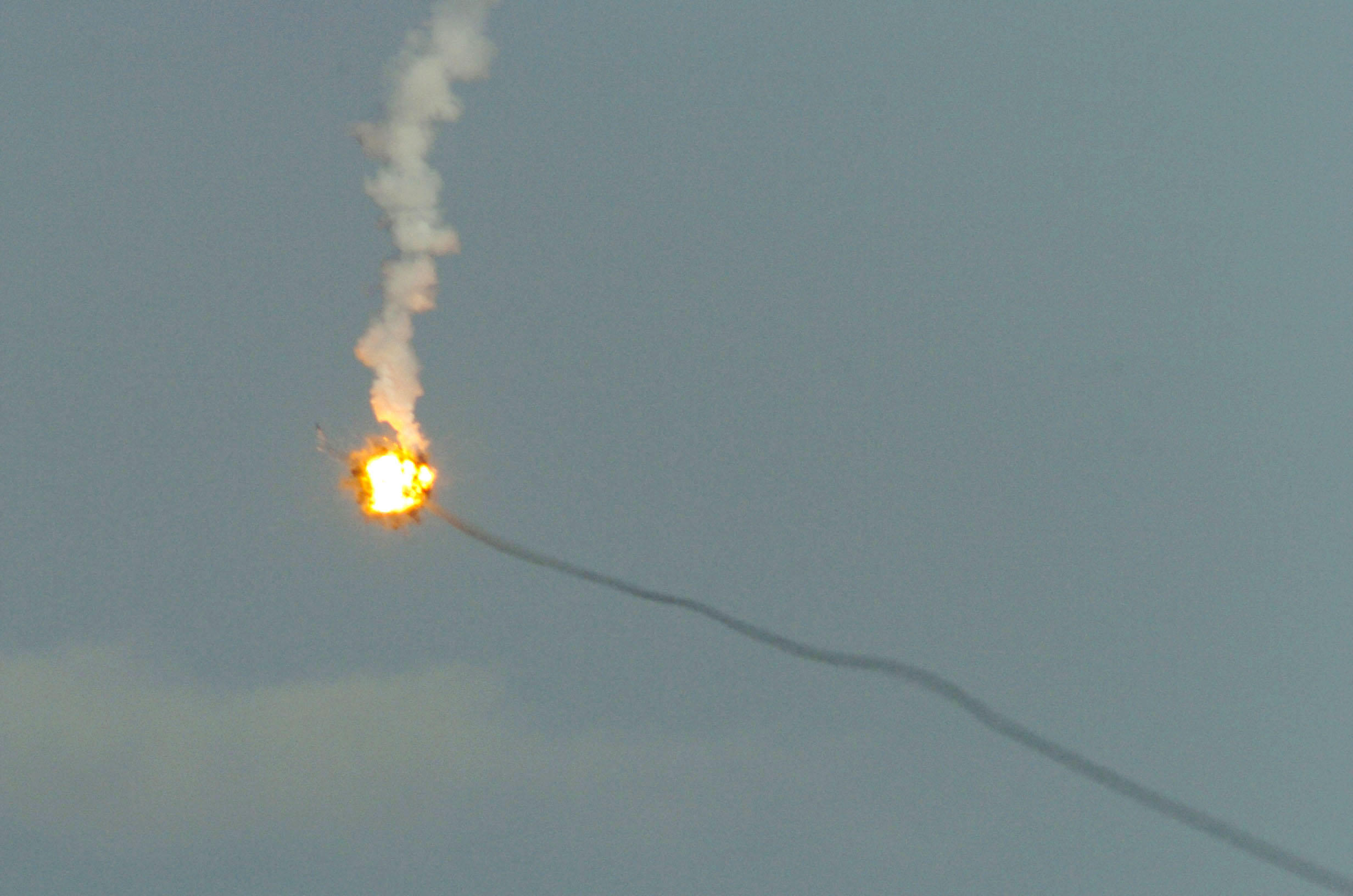
یک موشک فروسرخ ایم-۹ سایدوایندر که به یک شراره برخورد می‌کند

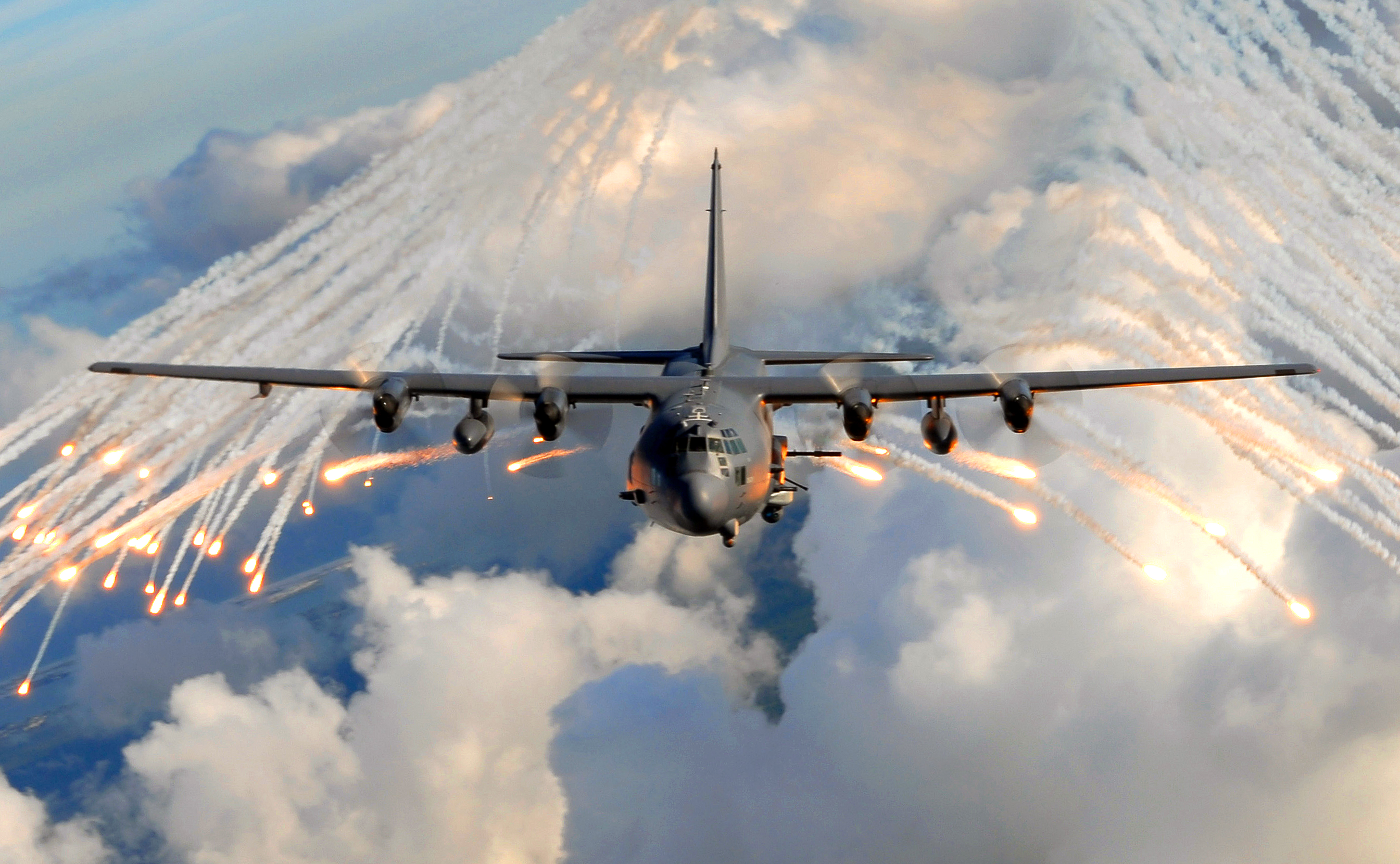
یک لاکهید ای‌سی-۱۳۰ در حال پخش شعله منحرف‌کننده

شَراره یا جرقهٔ منحرف کننده (به انگلیسی: Flare) شعله خودنمای هوایی پادکار فروسرخ است که برای جلوگیری از آشیانه‌یابی فروسرخ یا حرارت یابی موشک زمین‌به‌هوا یا موشک هوابه‌هوا به کار می‌رود.

## فراگیری
اخلال در آشیانه یابی حرارتی زمانی آنقدر ابتدایی بود که در حملات هوایی ناتو علیه صرب‌ها ۹۸–۹۹ اغلب گودال‌هایی اطراف سنگرها را از فضولات گاو پر می‌کردند تا حرارت حاصله از تخمیر آن در طول شب موشک‌ها و بمب‌ها را منحرف کند! اما امروزه خود موشک‌ها نیز، جهت عبور موفق از گنبدهای آهنین ترکیبات سوخت‌های فلزی، (نظیر یک سهم پودر آلمینیوم یک سهم اکسید آهن با ۳۰۰۰ الی ۴۰۰۰ درجه حرارت پس از اشتعال را به ازای هر یک نوار یا یک برش، یا یک گل که مقابلش شلیک یا چون هواپیما از انتها آزاد می‌کند) به کار می‌برند تا در هر فاز عبوری بر حرارت یاب سیستم‌های پدافندی فائق آیند.

### کاربرد غیر رزمی
گاهی نیز دیده شده رهاسازی برش‌ها یا نوارهای شراره به اصطلاح فلِر، برای اخطار حفظ فاصله (از ناوهای آمریکایی در خلیج فارس) انجام گرفته، زیرا برای آگاهی رسانی و شلیک به سمت یک محرک تقریباً بی خطر بوده و بجز نمایش فاصله، جنبه تهاجمی- تدافعی ندارد.
شراره‌ها معمولاً از ترکیبات آتش‌بازی که در خود منیزیم دارند، یا از سایر فلزاتی که می‌سوزند، ساخته می‌شوند. این ترکیبات باید دمایی بالاتر از دمای اگزوز هواپیما را داشته باشند. چون باعث می‌شوند موشک‌های حرارت‌یاب مادون قرمز شراره‌های پخش شده در هوا را ردیابی کنند و منحرف شوند.